# Elbert County (Colorado)
Elbert County is een county in de Amerikaanse staat Colorado.
De county heeft een landoppervlakte van 4.793 km² en telt 19.872 inwoners (volkstelling 2000). De hoofdplaats is Kiowa.